# Boschplaat (Terschelling)
De Boschplaat is een natuurreservaat aan de oostzijde van het Nederlandse  waddeneiland Terschelling. Het meet circa 10 bij 5 kilometer en is sinds 1910 in beheer bij Staatsbosbeheer. Het gebied is sinds 1970 voorzien van het Europees diploma voor Natuurbeheer.

## Geschiedenis
Zoals de naam al doet vermoeden was het gebied in vroeger tijden een losse zandplaat ten oosten van Terschelling en ten westen van Ameland. De geul tussen beide eilanden, het Koggediep, is echter dichtgeslibd. Tussen 1931 en 1937 is het gebied met Terschelling verbonden door de aanleg van een stuifdijk, met een lengte van bijna negen kilometer, die de naam Derk Hoekstra Stuifdijk heeft gekregen. Oorspronkelijk was het de bedoeling met de aanleg van die stuifdijk een aanzet te geven tot het scheppen van cultuurland. Uiteindelijk is het gebied tot een van de meeste waardevolle natuurgebieden van Nederland uitgegroeid.  Op de Boschplaat bevindt zich een scheepsbaken: de Noordkaap.
Het woord bos in Boschplaat wil niet zeggen dat het gebied vroeger bebost was.  
'Bos' verwijst hier naar  een oude benaming voor 'verhoging in het landschap' of 'duin'.

## Fauna
Zo'n 65 vogelsoorten broeden op de Boschplaat, die tijdens het broedseizoen dan ook deels niet toegankelijk is. Belangrijke broedlocaties van zilvermeeuw, kleine mantelmeeuw en lepelaar zijn voor het publiek gesloten van 15 maart tot 15 augustus. Wel kan het zandpad langs de duinenrij het hele jaar door worden gebruikt. Op vochtige kleiige bodem tussen de zoutvegetatie op de schor langs de waddenkant van de Boschplaat, maar vooral op de oeverwallen van de slenken die de schor doorsnijden, leeft het gewoon muizenoortje. Dit is een bijzondere longslak die op het land leeft maar zeewater voor de voortplanting nodig heeft. Aan de Noordzeekant van de Boschplaat spoelen naast de schelpen uit de huidige zeefauna ook heel veel fossiele schelpen aan die afkomstig zijn uit het Eemien, de warme periode voor de laatste ijstijd.

## Kwelder
Het gebied met de naam de Groede is een kweldergebied waarop al bijna 100 jaar Terschellinger vee wordt geweid. De vegetaties van de kwelder van de Boschplaat zijn tientallen hectares groot en bestaan voornamelijk uit lamsoor, zeealsem, gewone zoutmelde, strandkweek, gewoon kweldergras, stomp kweldergras, Engels gras, zeeweegbree, schorrenzoutgras, kwelderzegge en zilte zegge. De bekende vegetatiekundige Victor Westhoff is in 1947 gepromoveerd op een onderzoek naar de samenstelling van deze kweldervegetaties.

## Duinen
Het westelijke deel van het natuurreservaat behoort niet tot de oorspronkelijke zandplaat, maar is een deel van het oude duingebied van Terschelling. Hier liggen enkele hoge duinen, waaronder het befaamde Parapluduin. In dit duingebied is spontaan een uitgestrekt berkenbos ontstaan, dat de naam Berkenvallei draagt. Door een duinbrand in 2004 is van dit bos 65 hectare verloren gegaan. Bijzondere plantensoorten in dit deel van de Boschplaat zijn: grote muggenorchis, rijsbes, berendruif, harlekijn, kleine knotszegge, heidekartelblad en gevlekte orchis. Ook komen hier enkele valleien voor met vegetaties van cranberry.
Ten noorden van de stuifdijk is na 1970 op het Noordzeestrand een nieuwe duinenrij ontstaan, waardoor een deel van de strandvlakte van de zee werd afgesneden en begroeid raakte. Dit gedeelte draagt de naam Cupido's Polder. Er komt hier een van de meest uitgebreide groeiplaatsen van gesteelde zoutmelde in Nederland voor.

## Duisternis
In 2015 kreeg de Boschplaat als eerste Nederlandse gebied het predicaat Dark Sky Park van de International Dark Sky Association. In een Dark Sky Park kan men 's nachts de totale duisternis op aarde ervaren, en volop de sterrenhemel aanschouwen.